# 歧序苎麻
歧序苎麻（学名：Boehmeria polystachya）是荨麻科苎麻属的植物。分布在锡金、不丹、印度、尼泊尔以及中国大陆的西藏、云南等地，生长于海拔1,200米至1,900米的地区，多生长在山地林中或山谷溪边，目前尚未由人工引种栽培。